# Australia en los Juegos Olímpicos de Atenas 1896
Australia estuvo representada en los Juegos Olímpicos de Atenas 1896 por un deportista que compitió en dos deportes: atletismo y tenis.

## Medallistas
El equipo olímpico australiano obtuvo las siguientes medallas:
| Nombre      | Deporte   | Competición |
| ----------- | --------- | ----------- |
| Oro         |           |             |
| Edwin Flack | Atletismo | 800 m M     |
| Edwin Flack | Atletismo | 1500 m M    |
| Plata       |           |             |
| —           |           |             |
| Bronce      |           |             |
| —           |           |             |